# 瑪土撒拉
瑪土撒拉（希伯來語：מתושלח；現代希伯來文：Mətušélaḥ， Mətušálaḥ，前3339年—前2370年），天主教《聖經思高本》譯為默突舍拉，在《希伯來聖經》的記載中，亞當第7代的子孫，是最長壽的人，據說他在世上活了969年。
瑪土撒拉是以諾（哈諾客）的兒子，在187歲時誕下拉麥（拉默客），而拉麥是挪亞（諾厄）的父親。
瑪土撒拉在希伯萊語中是「 當他死時，要差它來。」這名字有豫言的意義。以諾稱他的兒子為瑪土撒拉，藉此豫言瑪土撒拉死的時候，洪水要來。」據聖經記載，在瑪土撒拉969歲那年，希伯來曆世界紀元1656年（公元前2370年）的第11個瑪西班月，他過世了。在瑪土撒拉死去後7天，世界發生大洪水。他的長壽使其名字成為了不少古老東西的代名詞。